# Route nationale 6
Dieser Artikel wurde aufgrund von inhaltlichen Mängeln auf der Qualitätssicherungsseite des WikiProjekts Straßen eingetragen. Dies geschieht, um die Qualität der Artikel aus dem Themengebiet Straßen auf ein akzeptables Niveau zu bringen. Bitte hilf mit, die inhaltlichen Mängel dieses Artikels zu beseitigen, und beteilige dich bitte an der Diskussion!
Die Route nationale 6, kurz N 6 oder RN 6, ist eine französische Nationalstraße, die 1824 aus der Route impériale 7 hervorging.
Zunächst verlief sie von Joigny bis zur Grenze bei Le Pont-de-Beauvoisin. Nachdem Savoyen 1860 Teil von Frankreich geworden war, erfolgte die Verlängerung zur italienischen Grenze am Col du Mont Cenis auf 2081 Metern über dem Meeresspiegel, wo ab 1928 die Strada Statale 25 nach Turin anschließt. Ihre Länge betrug ab da 597 Kilometer. 1947 wuchs ihre Länge, da sie durch Grenzverschiebung nach dem Zweiten Weltkrieg den nach Frankreich dazugekommenen Teil der SS25 bekam. Sie wurde dann 1949 bei der Umstrukturierung der Nationalstraßen, um lange Routen zu bilden, bis zur Route nationale 5 in Sens rückverlängert, indem sie auf diesem Abschnitt die Trasse der N 5bis übernahm. Dabei wuchs die Länge um 31,5 Kilometer. Bei der ersten großen Herabstufungswelle 1973 übernahm sie von der N 5 den Abschnitt von Sens bis nach Paris:
- N 5 Paris – Sens
- N 6 Sens – italienische Grenze

2006 wurde sie dann bis auf wenige kurze Abschnitte bei Paris, Auxerre und Lyon komplett herabgestuft. In Bron bei Lyon wurde die geradlinige Führung der Straße wegen der Verlängerung der Start- und Landebahn des dortigen Flughafens durch eine langgezogene Kurve ersetzt.

## Streckenverlauf
| Position | höchste zulässige Gesamtgeschwindigkeit | Fahrbahnen | Typ                          | Abschnitt          | Längengrad | Breitengrad |
| -------- | --------------------------------------- | ---------- | ---------------------------- | ------------------ | ---------- | ----------- |
| 1        | 90                                      | 1          | Beginn an Straße             |                    | 47.8600    | 3.5411      |
| 2        | 110                                     | 2          | Kreuzung ohne Anschluß       | A6                 | 47.8566    | 3.5430      |
| 3        | 110                                     | 2          | Vollständige Anschlussstelle | A6                 | 47.8487    | 3.5480      |
| 4        | 110                                     | 2          |                              | Monéteau           | 47.8444    | 3.5502      |
| 5        | 90                                      | 1          |                              | Monéteau//Perrigny | 47.8370    | 3.5520      |
| 6        | 110                                     | 2          | Vollständige Anschlussstelle | Auxerre            | 47.8180    | 3.5612      |
| 7        | 110                                     | 2          | Vollständige Anschlussstelle | Auxerre            | 47.8194    | 3.5715      |
| 8        | 110                                     | 2          | Brücke                       | ~                  | 47.8200    | 3.5752      |
| 9        | 110                                     | 2          | Vollständige Anschlussstelle | N 77/Auxerre       | 47.8205    | 3.5845      |
| 10       | 90                                      | 2 (3)      |                              | Chablis            | 47.7913    | 3.5998      |
| 11       | 90                                      | 2 (3)      | Ende an Straße               |                    | 47.7866    | 3.6032      |

## N 6a
Die Route nationale 6A, kurz N 6A oder RN 6A, war eine erstmals 1883 entstandene Nationalstraße, die in Fleurville von der N6 abzweigte und über Saône führte. Diese wurde 1933 Teil der N433A und ist im Hauptartikel N6A genauer beschrieben. 1933 entstand ein Seitenast N6A der N6 als Alternativroute zu ihr innerhalb von Lyon durch Umnummerung der N6B. Dieser wurde schon 1957 zur Kommunalstraße abgestuft. 1974 wurde die Brücke, über die sie verlief abgerissen. 1965 entstand ein neuer Seitenast N6A als Verbindung zwischen der Anschlussstelle 22 der frisch in Betrieb genommenen A6 und der N6 bei Avallon. Dieser wurde 1978 zur N146 und 2006 zur D646.

## N 6b
Die Route nationale 6B, kurz N 6B oder RN 6B, war ein Seitenast der N6, der 1933 als Alternativroute zu dieser innerhalb von Lyon existierte. Er wurde im gleichen Jahr noch zur N6A umgewidmet.